# 戈特弗里丁
戈特弗里丁是德国巴伐利亚州的一个市镇。总面积27.07平方公里，总人口2116人，其中男性1111人，女性1005人（2011年12月31日），人口密度78人/平方公里。